# Campeonato Baiano de Futebol de 2021 - Segunda Divisão
A segunda divisão do Campeonato Baiano de 2021 foi a quinquagésima quinta edição desta competição futebolística organizada pela Federação Bahiana de Futebol (FBF). O torneio, que representa o segundo escalão do estado, foi disputado por seis agremiações entre os dias 27 de junho e 8 de agosto.
O título desta edição ficou com o Barcelona de Ilhéus, que ficou com a última vaga de qualificação na primeira fase, mas prosseguiu no torneio eliminando o Colo Colo. Na decisão, o clube de Ilhéus venceu o Botafogo Bonfinense pelo placar agregado de 4–2 e conquistou o acesso para a primeira divisão de 2022.

## Participantes e regulamento
O regulamento da segunda divisão do Campeonato Baiano de 2021 se manteve praticamente idêntico ao do ano anterior: numa primeira fase, as seis agremiações participantes se enfrentaram em turno único com pontos corridos. No entanto, após as cinco rodadas, os quatro primeiros colocados se qualificaram para as semifinais - disputadas em jogo único. Os vencedores prosseguiram para a decisão, que foi disputada em duas partidas, com o mando de campo da última partida para o clube com melhor campanha.
Originalmente, a Federação Bahiana de Futebol recebeu doze inscrições para o torneio; contudo, apenas oito clubes estavam aptos a competir. No término do prazo, seis agremiações confirmaram a participação: Barcelona de Ilhéus, Botafogo Bonfinense, Camaçari, Camaçariense, Colo Colo e Grapiúna.

## Resultados

### Primeira fase
- Fonte: Federação Bahiana de Futebol

### Fase final
|  | Semifinais          | Semifinais          |   |             | Final | Final | Final | Final |
|  |                     |                     |   |             |       |       |       |       |
|  | Grapiúna            | 0(2)                |   |             |       |       |       |       |
|  | Botafogo-BA (p.)    | 0(4)                |   |             |       |       |       |       |
|  | Botafogo-BA (p.)    | 0(4)                |   | Botafogo-BA | 2     | 0     | 2     |       |
|  |                     |                     |   | Botafogo-BA | 2     | 0     | 2     |       |
|  |                     | Barcelona de Ilhéus | 1 | 3           | 4     |       |       |       |
|  | Colo Colo           | Barcelona de Ilhéus | 1 | 3           | 4     | 0     |       |       |
|  | Colo Colo           |                     |   |             |       | 0     |       |       |
|  | Barcelona de Ilhéus | 1                   |   |             |       |       |       |       |

- Em itálico, os clubes que possuem o mando de jogo na partida de ida. Em negrito, os vencedores do confronto.
- Este chaveamento foi adaptado para uma melhor visualização.
- Fonte: Federação Bahiana de Futebol